# 当知
当知（とうち）は、愛知県名古屋市港区の町名。現行行政地名は当知一丁目から当知四丁目と当知町6丁目から当知町8丁目及び丁番を持たない単独町名としての当知町。住居表示未実施。当知町の一部に3つの小字が設置されている。

## 地理
名古屋市港区の中央部に位置し、当知一丁目から当知二丁目の東に入場、当知町の南に甚兵衛通、当知一丁目と当知三丁目の北に小碓と明正と接する。
当知町字草野・堤外は庄内川の河口付近一帯に存在する。

### 字一覧
当知町の一部には小字が設置されている。字の一覧を以下に示す。消滅した字については背景色    で示す。
| 字                                   | 字                         |
| ------------------------------------ | -------------------------- |
| 熱田古堤起（あつたふるつつみおこし） | 草野（くさの）             |
| 堤外（ていがい）                     | 八丁東（はっちょうひがし） |
| 東南堤（ひがしみなみつつみ）         | 用水東（ようすいひがし）   |
| 用水西（ようすいにし）               |                            |

## 歴史
江戸中期に開発された甚兵衛新田を前身とする。

### 町名の由来
『名古屋市港区誌』では無寿経の一節「汝自当知」を出典とすると推察している。

### 行政区画の変遷
- 1696年（元禄9年） - 海東郡福田村在の農民西川甚兵衛吉蔵を願主とした村請新田として開発[5]。当初は開発者の名前より「甚兵衛新田」と称された[5]。
- 1821年（文政4年） - 名称を当知新田と改めた[5]。
- 1889年（明治22年）10月1日 - 合併に伴い、愛知郡当知新田の領域をもって、同郡明徳村大字当知新田が成立する[6]。
- 1906年（明治39年）5月10日 - 合併に伴い、愛知郡小碓村大字当知新田となる[6]。
- 1921年（大正10年）
  - 8月12日 - 改称により、愛知郡小碓村大字当知となる[6]。
  - 8月22日 - 名古屋市に編入され、南区当知町となる[6]。
- 1937年（昭和12年）10月1日 - 港区に編入され、同区当知町となる[6]。
- 1948年（昭和23年）1月1日 - 当知町の一部が入場町となる[6]。
- 1952年（昭和27年）
  - 1月1日 - 当知町の一部が善進町となる[7]。
  - 4月1日 - 当知町および小碓町の各一部により丁目を設定する[8]。
- 1956年（昭和31年）8月1日 - 小碓町の一部を編入する[6]。
- 1968年（昭和43年）2月26日 - 当知町の一部が小碓二丁目・小碓三丁目となる[6]。
- 1978年（昭和53年）10月1日 - 当知町の一部が明正一丁目・明正二丁目となる[6]。当知町の一部が小碓三丁目に編入される[6]。小碓町の一部を編入する[6]。
- 1982年（昭和57年）6月13日 - 当知町の一部により当知二丁目・当知三丁目・当知四丁目が、当知町の一部に加え小碓三丁目の一部により当知一丁目がそれぞれ成立する[6]。当知町の一部が入場一丁目・入場二丁目となる[9]。

## 世帯数と人口
2019年（平成31年）3月1日現在の世帯数と人口は以下の通りである。
| 町丁・丁目 | 世帯数    | 人口    |
| ---------- | --------- | ------- |
| 当知町     | 254世帯   | 600人   |
| 当知一丁目 | 312世帯   | 637人   |
| 当知二丁目 | 356世帯   | 735人   |
| 当知三丁目 | 1,365世帯 | 2,660人 |
| 当知四丁目 | 763世帯   | 1,583人 |
| 計         | 3,050世帯 | 6,215人 |

## 学区
市立小・中学校に通う場合、学校等は以下の通りとなる。また、公立高等学校に通う場合の学区は以下の通りとなる。なお、小・中学校は学校選択制度を導入しておらず、番毎で各学校に指定されている。
| 丁目・字       | 小学校                                    | 中学校                                    | 高等学校 |
| -------------- | ----------------------------------------- | ----------------------------------------- | -------- |
| 当知一丁目     | 名古屋市立当知小学校                      | 名古屋市立当知中学校                      | 尾張学区 |
| 当知二丁目     | 名古屋市立当知小学校                      | 名古屋市立当知中学校                      | 尾張学区 |
| 当知三丁目     | 名古屋市立当知小学校                      | 名古屋市立当知中学校                      | 尾張学区 |
| 当知四丁目     | 名古屋市立当知小学校                      | 名古屋市立当知中学校                      | 尾張学区 |
| 当知町6丁目    | 名古屋市立当知小学校                      | 名古屋市立当知中学校                      | 尾張学区 |
| 当知町7丁目    | 名古屋市立当知小学校                      | 名古屋市立当知中学校                      | 尾張学区 |
| 当知町8丁目    | 名古屋市立当知小学校                      | 名古屋市立当知中学校                      | 尾張学区 |
| 当知町字用水西 | 名古屋市立当知小学校                      | 名古屋市立当知中学校                      | 尾張学区 |
| 当知町字堤外   | 名古屋市立当知小学校 名古屋市立高木小学校 | 名古屋市立当知中学校 名古屋市立宝神中学校 | 尾張学区 |

## 交通
- 愛知県道59号名古屋中環状線

## 施設

### 当知一丁目
- 名古屋市立当知中学校
- 名古屋当知郵便局
- カインズ 名古屋当知店
- 当知中央公園

1982年（昭和57年）4月1日供用開始。面積19,500平方メートル。
- 名古屋市港プール

公園内に設置された市営の有料屋外冷水プール。1991年（平成3年）7月1日のプール開きに合わせて開業。以前は千鳥一丁目に所在した。面積5,340平方メートル。25メートルプールが7コース、学童用プール（水深1.0メートル）と幼児用プール（水深0.4メートル）を備える。幼児プールは円形で、中央部分に噴水・高さ3メートルの滝・せせらぎ・滑り台を設置している。また、幼児用プールの周囲にはベンチを配置し、保護者の目が行き届くように配慮している。また、オフシーズンには公園施設としても使用できるよう設計されている。

### 当知二丁目
- ポートウォークみなと

### 当知三丁目
- 名古屋市立当知小学校
- 当知第二公園

1977年（昭和52年）4月1日供用開始。
- 当知交番
- 真宗大谷派大音寺[5]

もともとは曹洞宗の寺院として、天文年間に創建されたという。

### 当知四丁目
- 当知第三公園

1977年（昭和52年）4月1日供用開始。
- 名古屋市営当知西荘[10]
- 名古屋市上下水道局当知ポンプ所[10]

### 当知町
- 当知西公園

1974年（昭和49年）4月1日供用開始。

## その他

### 日本郵便
- 集配担当する郵便局は以下の通りである[WEB 12]。

| 町丁   | 郵便番号 | 郵便局         |
| ------ | -------- | -------------- |
| 当知   | 455-0804 | 名古屋港郵便局 |
| 当知町 | 455-0805 | 名古屋港郵便局 |